# Уайт, Анджела
Анджела Уайт (англ. Angela White, род. 4 марта 1985 года, Сидней, Австралия) — австралийская порноактриса и режиссёр. Начав свою карьеру в индустрии для взрослых в 2003 году, Уайт была введена в Зал славы AVN и в 2020 году стала первой трёхкратной победительницей года среди женщин-исполнителей.

## Карьера в порноиндустрии
Карьеру в порноиндустрии Уайт начала в 2003 году, сразу после своего 18-летия. В то время она ещё училась в старшей школе. Она стала первой австралийской моделью, снявшейся для американской студии The Score Group. Первые восемь лет она снималась только в сольных и лесбосценах и лишь в 2011 году впервые снялась в хардкорной сцене с участием мужчины, которая была выпущена на DVD под названием Angela White Finally Fucks. В том же году журнал Score назвал её «Хардкорной исполнительницей года».
В 2013 году Уайт запустила свой официальный сайт angelawhite.com и стала выпускать эксклюзивные видео, которые можно увидеть только на этом сайте.

## Личная жизнь
В школе Уайт заявила себя лесбиянкой и поначалу любила только женщин. Со временем она преобразилась в бисексуалку, заявив, что не боится экспериментировать с представителями обоих полов. Сейчас порнозвезда состоит в любовных отношениях с порноактрисой Феникс Мари.
В 2013 году Анджеле пришлось срочно ехать в больницу и прервать съёмки сцены с порноактёром Кейраном Ли, поскольку она жаловалась на сильную боль. Как выяснилось, у актрисы диагностировали аппендицит, и ей пришлось перенести срочную операцию.

## Другие проекты
В 2007 году Уайт дебютировала на телевидении, снявшись в австралийском комедийном сериале Pizza.
Уайт снималась для таких журналов, как Cosmopolitan, Penthouse, Beat и Time Out. Её фотография также появлялась на обложке австралийской газеты The Sydney Morning Herald.

## Политика
В 2010 году Уайт стала кандидатом от Австралийской партии секса на выборах в штате Виктория, где она боролась за права работников секс-индустрии. Она получила известность, когда отправила копии своих DVD генеральному прокурору в попытках уменьшить регулирование в сфере фильмов для взрослых. Позже она получила ещё больше внимания СМИ, когда вместе с ещё одной кандидаткой от Австралийской партии секса, Зарой Стардаст, снялись в одной секс-сцене.

## Награды
- 2007 — «Voluptuous» Magazine[англ.] — Model of the Year[5]
- 2009 — «Score» Magazine[англ.]* — Top Ten Models of the Decade[5]
- 2011 — «Score» Magazine[англ.]* — Hardcore Performer of the Year[5]
- 2015 — XBIZ Award — Adult Site of the Year — Performer[16]
- 2016 — AVN Award — Best All-Girl Group Sex Scene[17]
- 2016 — AVN Award — Best Oral Sex Scene[17]
- 2016 — XBIZ Award — Adult Site of the Year — Performer[18]
- 2016 — XBIZ Award — Foreign Female Performer of the Year[18]
- 2017 — AVN Award — Most Amazing Sex Toy[19]
- 2018 — AVN Award — Best Boy/Girl Sex Scene[20]
- 2018 — AVN Award — Best Double-Penetration Sex Scene[20]
- 2018 — AVN Award — Best Editing[20]
- 2018 — AVN Award — Best Group Sex Scene[20]
- 2018 — AVN Award — Best Solo/Tease Performance[20]
- 2018 — AVN Award — Female Performer of the Year[20]
- 2018 — AVN Award — Fan-voted AVN Award Winners — Favorite Female Porn Star[20]
- 2018 — AVN Award — Fan-voted AVN Award Winners — Most Spectacular Boobs[20]
- 2018 — AVN Award — Fan-voted AVN Award Winners — Favorite Porn Star Website[20]
- 2018 — AVN Award — Fan-voted AVN Award Winners — Most Amazing Sex Toy[20]
- 2018 — XRCO Award — Female Perforner Of The Year[21]
- 2019 — AVN Award — Best Actress — Featurette[22]
- 2019 — AVN Award — Best Anal Sex Scene[22]
- 2019 — AVN Award — Best Group Sex Scene[22]
- 2019 — AVN Award — Best Oral Sex Scene[22]
- 2019 — AVN Award — Best Three-Way Sex Scene — Girl/Girl/Boy[22]
- 2019 — AVN Award — Female Performer of the Year[22]
- 2019 — AVN Award — Fan-voted AVN Award Winners — Favorite Female Porn Star[22]
- 2019 — AVN Award — Fan-voted AVN Award Winners — Most Spectacular Boobs[22]
- 2019 — XRCO Award — Female Perforner Of The Year[23]
- 2019 — XRCO Award — Star Showcase[23]
- 2020 — AVN Award — Best All-Girl Group Sex Scene[24]
- 2020 — AVN Award — Best Blowbang Scene[24]
- 2020 — AVN Award — Best Director — Gonzo/Anthology Production[24]
- 2020 — AVN Award — Best Gangbang Scene[24]
- 2020 — AVN Award — Best Group Sex Scene[24]
- 2020 — AVN Award — Best Leading Actress[24]
- 2020 — AVN Award — Best Solo/Tease Performance[24]
- 2020 — AVN Award — Best Star Showcase[24]
- 2020 — AVN Award — Female Performer of the Year[24]
- 2020 — AVN Award — Fan-voted AVN Award Winners — Favorite Female Porn Star[24]
- 2020 — AVN Award — Fan-voted AVN Award Winners — Most Spectacular Boobs[24]
- 2020 — AVN Award — Fan-voted AVN Award Winners — Social Media Star[24]
- 2020 — XBIZ Award — Female Performer of the Year[25]
- 2021 — AVN Award — Best Actress — Featurette[26]
- 2021 — AVN Award — Best Group Sex Scene[26]
- 2021 — AVN Award — Best Non-Sex Performance[26]
- 2021 — AVN Award — Fan-voted AVN Award Winners — Favorite Female Porn Star[26]
- 2021 — AVN Award — Fan-voted AVN Award Winners — Most Spectacular Boobs[26]
- 2021 — AVN Award — Fan-voted AVN Award Winners — Social Media Star[26]
- 2021 — XRCO Award — Personal Favorite[27]
- 2021 — XRCO Award — Awesome Analist[27]
- 2022 — AVN Award — Best Double-Penetration Sex Scene[28]
- 2022 — AVN Award — Best Solo/Tease Performance[28]
- 2022 — AVN Award — Fan-voted AVN Award Winners — Favorite Female Porn Star[28]
- 2022 — AVN Award — Fan-voted AVN Award Winners — Most Spectacular Boobs[28]
- 2022 — AVN Award — Fan-voted AVN Award Winners — Social Media Star[28]
- 2022 — XBIZ Award — Premium Social Media Star of the Year[29]
- 2022 — XRCO Award — Personal Favorite[30]
- 2022 — XRCO Award — The Vicki Chase ORGASMIC ORALIST Award[30]